# La Independencia
La Independencia é um município do estado do Chiapas, no México. A população do município calculada no censo 2005 era de 36.951 habitantes.